# 351号工場
351号工場（351ごうこうじょう）は、北朝鮮（朝鮮民主主義人民共和国）北部、慈江道の道都江界市に所在するミサイル工場。

## 位置・概要
北朝鮮随一の軍需工業都市である江界市に所在しており、重要なミサイル製造工場として冷戦末期より知られてきた26号工場（江界トラクター工場）もまた江界市に立地している。351号工場は「将子江工作機械工場」に偽装されており、北朝鮮の報道の分析を通して、最高指導者が「将子江工作機械工場」を訪問する際には軍需産業部門の幹部が常に同行していることが判明している。
金正日の351号工場（「将子江工作機械工場」）訪問は、2008年7月、2009年12月11日、2010年7月31日、2011年10月30日の4回におよんでおり、2009年以降の3回に関しては北朝鮮でマスコミ報道がされている。3回の訪問にはいずれも当時のミサイル開発の責任幹部（北ミサイル三人組）の一人、朴道春が同行しており、2011年の訪問には金正日の三男、金正恩が同行している。
2010年7月の訪問の際、金正日は「将子江工作機械工場」の機械加工職場を「無人化」のモデルに指定した。2011年の訪問後には、高度な現代化・科学化を達成したとして351号工場に金日成勲章を授け、無人化設計図面に金日成賞、無人化（ロボット化）の功労者に対しても国家表彰をおこなうことを指示した。金正恩は、2013年6月24日と2019年6月1日の2度にわたって「将子江工作機械工場」を訪問しているが、2013年には弘永七が、2019年には劉進が同行している。いずれも、軍需産業部門の幹部として知られる。
351号工場の創設は金日成時代の1969年7月25日にさかのぼるが、その時点では北朝鮮にまだ弾道ミサイルが入ってきていないので、当初からミサイル部品を製造する目的で操業されたわけではなかった。複数の脱北者の証言とその検討からは、創設以来、切削工具や測定工具を含めた工具一般や道路掘削機が製造され、1970年代後半からは自動高射砲に組み込む自動化照準発射装置、1980年代以降は各種のミサイルに装填される精密部品の製造が開始されたと考えられる。
351号工場は将子江（禿露江）の左岸、河川の西側に近接して立地しており、山麓に立地する26号工場とは立地条件が異なる。いずれの工場もミサイルの全てを製造しているのではなく、26号工場がミサイル外装を製造しているのに対し、351号工場ではミサイル部品やミサイル工場の機械設備を製造している。従業員は26号工場が2万人を超えるといわれるのに対し、351号工場は、ある脱北者によれば3,000人、別の脱北者によれば4,700人の規模にすぎない。

## CNC化の模範工場
従業員数が26号工場に比較して少ないのは、金正恩が2013年6月に「無人化をする時に将子江工作機械工場を基準にしなければならない」と語るほど、351号工場が「無人化の標準工場」とされており、コンピュータ数値制御（CNC）も早くから導入されていて、労働力が少なく抑えられてきたことの結果でもある。
金正日は、2010年7月に「わが国でCNC化は慈江道で最初に行いました。千里馬の故郷が降仙であるならCNC化の故郷は慈江です」（2011年3月5日付『労働新聞』）と述べており、以前からミサイル生産にたずさわってきた慈江道の軍需工場、煕川青年電気連合企業所や8号製鋼所では早い段階でのCNC化が推し進められてきたことがうかがわれる。ただし、CNC工程の稼働には適正な電圧と周波数が保証されなければならないのに対して北朝鮮の電力生産ではその需要を満たすことができず、電力不足によって生じる突然の停電や電圧の不安定性がコンピュータプログラムにエラーを引き起こし、外国製部品の故障が頻発して、かえって「無用の長物」に転落してしまったとの指摘もある。
いずれにせよ、北朝鮮のミサイルは、分散する多数の工場で部品を生産し、各地の組立工場で組み立てることによって完成させており、同時に各々の工場では当該工場の設備や技術を活用した民生品も造られているものと考えられる。

## 拡張された地下施設の発見
ミサイルの外装を生産する26号工場が巨大な地下施設をともない、それがアメリカからの空爆を避けるためであったことを考慮すると、金正日が「党で大変重視している工場」と語り、精密部品の製造にあたる351号工場にも防空のための地下施設があって当然のように思われる。しかし、脱北者による言及は少なく、上述したように26号工場とは違って351号工場は河川沿いの平地に設けられており、最も近い山中には銃や弾薬を製造する93号工場もあるので、地下施設の拡張は困難とも考えられる。
2021年6月、東京大学先端科学技術研究センターは351号工場の拡張した地下施設を発見した。それは、2017年頃、351号工場正門のある淵石洞に隣接する夕朝洞に運動場ないし飛行場に似た地形が現出したことに端を発する。この人工地形は2015年の衛星画像では確認されないことから2016年頃に造成が始まったものと推測されるが、その最長辺が約500メートルで、運動場としては広すぎ、飛行場としては狭すぎ、なおかつ、ここにつながる道路が351号工場の正門に直結していることが視認できる。金正恩が2013年の訪問の際に351号工場の生産能力の拡大を指示していることから、拡張部分の建設がこのとき決まったと考えれば時期的にも無理のない推定となる。
この拡張部分は周囲よりもわずかに高い位置にあって地上施設をともなう。通路には途中で広がって広場のような様子を呈する一画があり、ここは地上施設よりもやや低い。おそらくは広場的空間から地下の構造物に入れるようになっているものと考えられ、はたしてダクト（通気孔）も確認できるのである。赤外線写真では、ダクト部分と地上施設が熱を帯びていることが確認されており、すでに活動が始まっていることを示唆している。また、拡張部分に入る道は新たに建設された側道であり、トラックで施設や製品を地下に運び込むことにも利用できる。
1980年代末以降、北朝鮮は弾道ミサイルの製品およびその関連技術を中東諸国などを中心に輸出し、外貨獲得を行った。2003年のアメリカ合衆国主導による大量破壊兵器拡散防止構想（PSI）の始動により、公海上での臨検が強化されてからは、外貨収入の額は大幅に減じたと考えられるが、金正日の後継者金正恩は、2013年に「経済建設と核武力建設の並進路線」という矛盾をはらみ、危険でもある路線をみずからの総路線とし、アメリカや国際社会との対決こそが経済再建の道であるかのように主張した。
拡張された地下施設でどのような製品が製造されているのかは不明であるが、351号工場の拡張は北朝鮮のミサイル製造能力が拡大していることを示すものであり、今後も注視していくことが求められる。